# Константинос Вафидис (учител)
 Тази статия е за просветния деец и революционер от Бер.  За митрополита вижте Константинос Вафидис (митрополит).  
Константинос Вафидис (на гръцки: Κωνσταντίνος Βαφείδης) е гръцки просветен деец и революционер, деец на гръцката пропаганда в Македония, музикален деец, художник и фолклорист.

## Биография
Роден е в 1880 година в македонския град Бер, тогава в Османската империя. Работи заедно с брат си Стефанос Вафидис в много гръцки училища в Берско, като Чинар Фурнус, Чорново и в чифлика Затфоро югозападно от Юнчиите, както и в мъгленското гъркоманско село Бахово. И двамата успоредно с просветната дейност участват и в революционната дейност на гръцкия андартски комитет и подпомагат дейността на четите в района на Ениджевардарското езеро. Константинос служи и като йеропсалт в Чорново, както и в църквата „Свети Безсребъреници“ в Бер. Развива дейост и като учител по музика и композитор. Събира много народни песни от Берско и от цяла Македония. Женен е за Евтимия Манафи, с която има седем деца.